# Project Duif
Project Duif (Engels: Project Pigeon) betrof een poging in de Tweede Wereldoorlog om een geleidingssysteem voor geleide projectielen te realiseren, waarbij duiven het belangrijkste element zouden zijn.
Bij dit systeem werd de omgeving door een lens aan de voorzijde van een projectiel op een scherm geprojecteerd. Nabij dit scherm zouden enkele duiven aanwezig zijn die zodanig getraind (geconditioneerd; operante conditionering) waren dat zij met de snavel op de afbeelding van het doelwit zouden tikken, indien dat op het beeldscherm zichtbaar zou zijn. Indien het projectiel van de gewenste koers afweek, zou de projectie ervan zich uit het centrum van het beeldscherm verwijderen, waarna via detectie van de plaats op het scherm waar de duiven met de snavel op tikten de koers van het projectiel zou worden bijgesteld. Drie duiven zouden per projectiel de navigatie regelen, waarbij de koerscorrectie gebaseerd zou zijn op de gemiddelde activiteit van het tikken met de snavels. Dit idee kwam van de behaviorist B.F. Skinner.
Ondanks aanwezige scepsis droeg de National Defense Research Committee (VS) $ 25.000 bij aan dit project. Men had het Pelican geleide wapen op het oog om Skinners besturingssysteem in te bouwen. Hoewel Skinner enig succes had met de training van de duiven, werd het project op 18 oktober 1944 gestopt omdat het als te onpraktisch werd beschouwd.
Dit project kreeg in 1948 onder de naam Project Orcon een vervolg bij de marine van de VS, maar werd in 1953 opnieuw gestopt.